# José Muguerza Anitúa
José Muguerza Anitúa (Eibar, 15 de setembre de 1911 - Sant Sebastià, 23 d'octubre de 1984) fou un futbolista basc dels anys 1920 i 1930.

## Trajectòria
Començà a jugar a la Unión Deportiva Eibarresa de la seva ciutat natal. El 3 de febrer de 1929 fou fitxat per l'Athletic Club, club on passà la resta de la vida futbolística. Al club bilbaí guanyà quatre lligues i quatre copes d'Espanya. Durant la Guerra Civil jugà amb la selecció de futbol del País Basc diversos partits amistosos i en acabar el conflicte s'exilià a Mèxic on jugà amb el Real Club España i el CF Atlante.
Fou nou cops internacional amb la selecció espanyola, debutant el 14 de juny de 1930. Participà en la Copa del Món de Futbol de 1934 celebrada a Itàlia.
Era oncle del també futbolista José Eulogio Gárate.

## Palmarès
Athletic Club
- Lliga espanyola:
  - 1930, 1931, 1934, 1936
- Copa espanyola:
  - 1930, 1931, 1932, 1933